# Tongmenghui
Tongmenghui, cunoscută și ca Liga Chineză Unită, Liga Unită, Alianța Revoluționară Chineză, Alianța Chineză, a fost o societate secretă și o  mișcare de rezistență creată de Sun Iat-sen, Song Jiaoren și alții în Tōkyō, Japonia la 20 august 1905. Acesta a fost formată prin fuziunea a mai multor grupuri revoluționare chineze spre sfârșitul dinastiei Qing.